# Parque nacional Tsingy de Bemaraha
El parque nacional Tsingy de Bemaraha (en francés: Parc national Tsingy de Bemaraha) es un parque nacional situado en la región Melaky, en el país africano de Madagascar. El parque alberga dos formaciones geológicas destacadas, el Gran Tsingy y el pequeño Tsingy. Junto con la adyacente reserva natural estricta de Tsingy de Bemaraha, el parque nacional es un patrimonio de la humanidad reconocido por la Unesco. Los tsingys son mesetas cársticas en las que las aguas subterráneas ha socavado las tierras altas elevadas, y han creado cavernas y fisuras en la piedra caliza. Debido a las condiciones locales, la erosión se presenta tanto en forma vertical como horizontal.